# Падіхіно
Падіхіно (рос. Падихино) — присілок Бокситогорського району Ленінградської області Росії. Входить до складу Великодвірського сільського поселення.
Населення — 17 осіб (2012 рік). 